# Forbundsrepublik
En forbundsrepublik eller føderal republik er en føderation af stater med en republikansk form for regering. En føderation består af en række selvstyrende stater, som er forenet af en føderal regering. I en føderation er de autonome regioners status som selvstyre rodfæstet i landets forfatning eller grundlov og kan dermed ikke, i modsætning til i en unitær stat, få frataget den status af en unilateral beslutning fra den centrale regering. Staterne i en føderation bevarer også den politiske suverænitet som de ikke afgiver til føderationen. Brugen af begrebet republik er egentlig selvmodsigende, men betyder som minimum at en stat, eller et forbund af stater, ikke har en monark som statsoverhoved.
Tre stater beskriver direkte sig selv som forbundsrepublikker, nemlig Forbundsrepublikken Tyskland, Forbundsrepublikken Nigeria og Forbundsrepublikken Etiopien. En lignende variant er føderativ republik, som Brasilien kalder sig selv. Ikke alle føderationer er republikker; for eksempel er Canada, Australien og Malaysia alle føderale konstitutionelle monarkier.

## Liste over forbundsrepublikker

### Nuværende
| Føderation          | Stil                         | Underdelinger                               | Statsoverhoved                     |
| ------------------- | ---------------------------- | ------------------------------------------- | ---------------------------------- |
| Argentina           | Republik                     | Argentinas provinser                        | Argentinas præsident               |
| Østrig              | Republik                     | Østrigs delstater                           | Østrigs forbundspræsident          |
| Bosnien-Hercegovina | (Ingen)                      | Politiske opdelinger af Bosnien-Hercegovina | Bosnien-Hercegovinas præsidentskab |
| Brasilien           | Føderativ republik           | Brasiliens stater                           | Brasiliens præsident               |
| Comorerne           | Union                        | Øer i Comorerne, Comorernes kommuner        | Comorernes præsident               |
| Etiopien            | Demokratisk forbundsrepublik | Etiopiens regioner                          | Etiopiens præsident                |
| Tyskland            | Forbundsrepublik             | Tysklands delstater                         | Tysklands forbundspræsident        |
| Indien              | Republik                     | Indiens stater                              | Indiens præsident                  |
| Madagaskar          | Republik                     | Madagaskars provinser                       | Madagaskars præsident              |
| Mexico              | Forenede Mexicanske Stater   | Mexicos stater                              | Mexicos præsident                  |
| Mikronesien         | Føderale Stater              | Mikronesiens delstater                      | Mikronesien præsident              |
| Nigeria             | Forbundsrepublik             | Nigerias delstater                          | Nigerias præsident                 |
| Pakistan            | Republik                     | Pakistans provinser                         | Pakistans præsident                |
| Rusland             | Føderation                   | Ruslands administrative inddelinger         | Ruslands præsident                 |
| Schweiz             | Konføderation                | Schweiz' Kantoner                           | Schweiz' forbundsråd               |
| USA                 | Føderal republik             | Politiske opdelinger af USA                 | De Forenede Staters præsident      |
| Venezuela           | Bolivariansk republik        | Venezuelas delstater                        | Venezuelas præsident               |

### Historiske
- Mellemamerikas Forenede Stater (1824-1840)
- "Storcolombia" (1819-1831), senere Colombia (forbundsrepublik indtil 1886; unitær republik efter 1886)
- Forbundsrepublikken Cameroun (République Fédérale du Cameroun) (1961-1972)
- Tjekkoslovakiet (1969-1992)
- Sovjetunionen (1922-1991)
- Jugoslavien (1945-2003)
- Serbien og Montenegro (2003-2006)

### Fiktive
- Den Galaktiske Republik